# Fergus Falls
Fergus Falls ist eine Stadt (mit dem Status „City“) und Verwaltungssitz des Otter Tail County im mittleren Nordwesten des US-Bundesstaates Minnesota. Das U.S. Census Bureau hat bei der Volkszählung 2020 eine Einwohnerzahl von 14.119 ermittelt.

## Geografie
Fergus Falls liegt beiderseits des Otter Tail River, einem der beiden Quellflüsse des Red River of the North. Die Stadt liegt auf 46°16′59″ nördlicher Breite und 96°04′39″ westlicher Länge und erstreckt sich über 39,81 km², die sich auf 36,54 km² Land- und 3,27 km² Wasserfläche verteilen.
Benachbarte Orte von Fergus Falls sind Elizabeth (13 km nordwestlich), Underwood (18,1 km östlich), Dalton (20,7 km südöstlich), Foxhome (18,7 km westlich) und Rothsay (29,4 km nordwestlich).
Die nächstgelegenen größeren Städte sind Fargo in North Dakota (96,3 km nordwestlich), Duluth am Oberen See (336 km östlich), Minneapolis (287 km südöstlich), Minnesotas Hauptstadt Saint Paul (305 km südöstlich) und Sioux Falls in South Dakota (383 km südlich).

## Verkehr
Die wichtigste Verkehrsader für den Straßenverkehr ist die Interstate 94, die hier auf einer gemeinsamen Strecke mit den U.S. Highways 52 und 59 durch die westlichen Stadtteile von Fergus Falls führt. Im Stadtzentrum treffen die Minnesota State Routes 210 und 297 zusammen. Alle weiteren Straßen sind untergeordnete teils unbefestigte Fahrwege sowie innerörtliche Straßen.
In Fergus Falls kreuzen zwei Eisenbahnstrecken der Otter Tail Valley Railroad, einer zu RailAmerica gehörenden kleinen Bahngesellschaft.
Mit dem Fergus Falls Municipal Airport befindet sich im  Westen des Stadtgebiets ein kleiner Flugplatz. Der nächste Großflughafen ist der Minneapolis-Saint Paul International Airport (304 km südöstlich).

## Geschichte
Im Jahr 1857 wurde Joe Whitford von seinem Auftraggeber James Fergus ausgesandt, um einen geeigneten Platz für eine neue Siedlung ausfindig zu machen. Der gefundene Platz wurde in Erinnerung an seinen Auftraggeber Fergus Falls genannt.
1870 kaufte George B. Wright das Gelände, um hier ein regionales Wirtschaftszentrum zu etablieren. Er baute einen Damm über den Fluss, um Wasserkraft für eine Sägemühle zu gewinnen. Im März 1872 erhielt Fergus Falls eine Gemeindesatzung und bekam den offiziellen Gemeindestatus „Village“. Gleichzeitig wurde der Ort Verwaltungssitz des Otter Tail County.
Im März 2017 erschien im Nachrichtenmagazin Der Spiegel eine ausführliche Reportage des Journalisten Claas Relotius über Fergus Falls. Im Dezember 2018 stellte sich heraus, dass Relotius für diese und andere Reportagen in großem Umfang Inhalte erfunden hatte. So hatte er fälschlicherweise behauptet, dass am Eingang von Fergus Falls ein Schild mit den Worten „Mexicans Keep Out“ („Mexikaner, bleibt weg“) stehen würde. Zwei Einwohner der Stadt listeten daraufhin im Internet elf Falschdarstellungen über die Stadt auf. Der Spiegel entschuldigte sich bei den Einwohnern und schickte erneut einen Reporter in die Stadt, der in seinem Artikel die Einwohner zu Wort kommen ließ.

## Demografische Daten
Nach der Volkszählung im Jahr 2010 lebten in Fergus Falls 13.138 Menschen in 5814 Haushalten. Die Bevölkerungsdichte betrug 359,6 Einwohner pro Quadratkilometer. In den 5814 Haushalten lebten statistisch je 2,15 Personen.
Ethnisch betrachtet setzte sich die Bevölkerung zusammen aus 95,5 Prozent Weißen, 1,1 Prozent Afroamerikanern, 0,8 Prozent amerikanischen Ureinwohnern, 0,7 Prozent Asiaten sowie 0,4 Prozent aus anderen ethnischen Gruppen; 1,6 Prozent stammten von zwei oder mehr Ethnien ab. Unabhängig von der ethnischen Zugehörigkeit waren 1,6 Prozent der Bevölkerung spanischer oder lateinamerikanischer Abstammung.
21,4 Prozent der Bevölkerung waren unter 18 Jahre alt, 56,4 Prozent waren zwischen 18 und 64 und 22,2 Prozent waren 65 Jahre oder älter. 53,0 Prozent der Bevölkerung war weiblich.
Das mittlere jährliche Einkommen eines Haushalts lag bei 38.673 USD. Das Pro-Kopf-Einkommen betrug 23.809 USD. 18,4 Prozent der Einwohner lebten unterhalb der Armutsgrenze.

## Söhne und Töchter der Stadt
- Frank Albertson (1909–1964), Schauspieler (u. a. Psycho, Ist das Leben nicht schön?)
- Stanley L. Paulson (* 1941), Rechtswissenschaftler und Philosoph
- Bill Luther (* 1945), Politiker
- Judith Lucero (1953–2021), Spieletesterin, u. a. bei LucasArts (The Secret of Monkey Island)[9][10]